# Eupithecia plumasata
Eupithecia plumasata är en fjärilsart som beskrevs av Mcdunnough 1946. Eupithecia plumasata ingår i släktet Eupithecia och familjen mätare. Inga underarter finns listade i Catalogue of Life.